# EHC Rot-Blau Bern-Bümpliz
Der EHC Rot-Blau Bern-Bümpliz ist ein Schweizer Eishockeyklub aus dem Berner Quartier Bümpliz, der seit 2011 am Spielbetrieb der 2. Liga, die vierthöchste Ligastufe der Schweiz, teilnimmt.

## Geschichte
Ahnen des Vereins waren ursprünglich die 1934 gegründeten Clubs EHC Fortuna und EHC Polar. Da sie aber an keinem Verein angeschlossen waren, konnten sie Freundschaftsspiele ausrichten. Am 9. Mai 1942 erfolgte die Gründung des EHC Bümpliz und ein Jahr später wurden der EHC Fortuna und EHC Polar in den Verein aufgenommen, aus dem schliesslich der EHC Rot-Blau entstand. 1968 erfolgte der Zusammenschluss der beiden Vereine EHC Rot-Blau und EHC Bümpliz, als Resultat der Fusion wurde der EHC Rot-Blau Bern-Bümpliz geschaffen. 1971 spielte der Klub erstmals auf der im Westen Berns gelegenen Kunsteisbahn Weyermannshaus seine Partien aus. In der Saison 1975/76 gelang dem Stadtberner Verein der erstmalige Aufstieg in die zweithöchste Spielklasse, die Nationalliga B.
Die NLB-Spielzeit 1976/77 verlief jedoch wenig erfolgreich, sodass zum Saisonende der direkte Abstieg in die 1. Liga nicht verhindert werden konnte. In den 1980er- und 1990er-Jahren pendelte der Verein grösstenteils zwischen der 1. Liga und 2. Liga. Der sportliche Tiefpunkt erfolgte in der Saison 2008/09, als sich der Berner Klub freiwillig in die 3. Liga zurückzog. 2011 wurde der Wiederaufstieg in die 2. Liga realisiert. In den beiden darauffolgenden Saisons gelang jeweils der Einzug in die Playoff-Halbfinals der 2. Liga.

## Bekannte ehemalige Spieler
- Thomas Bäumle
- Kevin Fey
- Etienne Froidevaux
- Martin Rauch
- Diego Schwarzenbach
- Daniel Steiner
- Andi Jorns
- Roger Schmidt
- Peter Schmidt

## Trainer
- Peter Schmidt (1974–1978)
- Res Künzi (1978–1981)
- Urs Dolder (1981–1984, 1994–1997)
- Ferdinand Niederöst (1984–1986)
- Paul Riedo  (1986–1988)
- Jan Lestander (1988–1990)
- Daniel Baur, Michael Rindlisbacher, Paul Riedo, Fritz Streit (1990–1991)
- David Schiller (1992–1994)
- Roger Bechler (1997–1998)
- Max Honegger (1998–2000)
- Renzo Holzer (2000–2001, 2006–2007)
- Peter Kämpfer (2001–2004, 2007–2009)
- Daniel Rutschi/Bruno Schneiter (2004–2005)
- Bruno Schneiter (2005–2006)
- Roger Krebs (2009–2021)
- René Gehri (seit 2021)